# 發夢製作公司
是一部2024年發行的美國動畫影集，由皮克斯動畫工作室製作。该剧由麥克·瓊斯开发和创作，為玩轉腦朋友系列電影的衍生作品。
琼斯于2023年6月計劃為皮克斯创作一部基于《玩轉腦朋友》的系列動畫作品。该動畫作品与《玩轉腦朋友2》同时制作。 其名称于2024年5月公開。娜美·梅魯瑪为該作品進行配乐。動畫共四集，时长约82分钟。發夢製作公司于2024年12月11日在 Disney+ 上首播。 

## 配音員
| 角色        | 美国                                                                      | 香港                                       | 臺灣                    |
| ----------- | ------------------------------------------------------------------------- | ------------------------------------------ | ----------------------- |
| 保娜·波斯文 | 寶拉·佩爾                                                                 | 許盈                                       | 杜素真                  |
| 星尼        | 理查德·艾欧阿德                                                           | 陳灝瑋                                     | 賴緯                    |
| 珊姐        | 玛雅·鲁道夫                                                               | 王綺婷                                     | 汪世瑋                  |
| 樂樂        | 艾米·波勒                                                                 | 蘇雅琳                                     | 陳貞伃                  |
| 憂憂        | 菲利斯·史密斯                                                             | 王菀之                                     | 吳佳樺                  |
| 怒怒        | 劉易·布萊克                                                               | 許紹雄                                     | 楊少文                  |
| 驚驚        | 托尼·海爾                                                                 | 蔣志光                                     | 賈文安                  |
| 厭厭        | 麗莎·拉琵拉                                                               | 楊詩敏                                     | 丘梅君                  |
| 萊莉·安德森 | 肯辛頓·塔爾曼 （） 奎因·米尼奇諾·伊肯斯（小韋莉） 勞倫·霍爾特（青年韋莉） | 岑伊婷 許雅詒（小韋莉） 鄭家蕙（青年韋莉） | 顏蕾容 劉安寶（小萊莉） |
| 吉兒·安德森 | 黛安·蓮恩                                                                 | 陳安瑩                                     | 丘梅君                  |
| 比爾·安德森 | 凱爾·麥克拉蘭                                                             | 蕭徽勇                                     | 于正昌                  |
| 布麗        | 蘇瑪亞·努里丁-格林                                                        | 侯卓嵐                                     | 林真亦                  |
| 葛蕾斯      | 葛莉絲·盧 （）                                                            | 鄭展翹                                     | 梁韶芸                  |

## 製作
2023年6月16日，有消息指出，皮克斯正為Disney+開發一部基於《腦筋急轉彎》的電視劇，作為迪士尼增加皮克斯內容產量計畫的一部分。該劇由曾參與《靈魂急轉彎》和《路卡的夏天》（Luca）的麥克·瓊斯負責開發。同一時間，皮克斯也在進行電影《腦筋急轉彎2》的製作，計畫於2024年上映。2024年5月，該劇定名為《發夢製作公司》（Dream Productions）。
2024年8月，瓊斯宣布擔任執行製片人與總監製，並與瓦萊麗·拉波因特（Valerie LaPointe）和奧斯汀·麥迪森（Austin Madison）共同執導，由潔克琳·西蒙（Jaclyn Simon）擔任製片人。此外，瓊斯亦兼任節目統籌。同時，寶拉·佩爾將擔任該劇主角「夢境導演」的配音員。瓊斯表示，該劇製作預算低於大多數皮克斯作品，他將此比喻為在皮克斯內部製作的一部「獨立電影」。原計畫的七集因預算削減縮減為四集。

### 劇本
該劇故事設定在《腦筋急轉彎》與《腦筋急轉彎2》之間。執行製片人兼《腦筋急轉彎》導演彼特·達克特表示，該劇探索了「夢境的力量及其對清醒生活的影響」。瓊斯提到，寶拉與萊莉之間的互動靈感來自他與自己兒子的關係。他在孩子成長後，必須找到新的溝通方式。此外，製作團隊還與參與《腦筋急轉彎2》建議的九名青少年顧問（稱為「萊莉團隊」）合作，根據他們的反饋為劇集增添更多好萊塢風格的元素。

### 動畫
伯特·巴里（Bert Barry）擔任該劇的製作設計師。《夢境製片廠》沿用了《腦筋急轉彎》的素材，並與《腦筋急轉彎2》的團隊合作，共享新素材以節省成本。視覺效果監製比爾·懷斯（Bill Wise）提到，因預算限制，劇組無法製作全新素材，這使共享资源成為必要。
此外，多個團隊，包括素材和藝術團隊合併以精簡製作流程，方便導演檢視工作。佈景設計團隊由喬希·霍爾茨克勞（Josh Holtsclaw）領導，他們走訪了多個影視製片廠，包括二十世紀影業和華特迪士尼影業的片場，汲取靈感設計，並融入舊金山的元素。

### 音樂
2024年9月24日，娜美·梅魯瑪被宣布為該劇作曲家。她受邀提交音樂樣本後，憑藉將不同音樂風格結合的方式成功獲選。瓊斯也為劇集的配樂提供了一些想法。夢境場景的音樂包含多種類型，包括80年代搖滾樂與兒童音樂，旨在展現夢境的多樣性；而劇集的整體配樂則受到1970年代早期放克、搖滾與爵士音乐的啟發，營造出一種幽默又貼近好萊塢製片廠的氛圍。該劇的原聲帶將於2024年12月20日發行。

## 發行
《夢境製片廠》全四集於2024年12月11日上線Disney+。原計劃於2025年春季推出，但後來提前至該日期，與皮克斯的另一部電視劇《勝與敗》交換檔期。

## 評價

### 觀眾收視
迪士尼宣布，《夢境製片廠》的首集在全球上線五天內達到560萬次觀看，成為自2021年《無限可能：假如…？》以來，Disney+動畫系列中首播成績最好的作品。

### 評論反應
根據评论汇总网站爛番茄，該劇的好評率為71%，平均評分為6/10（基於14篇評論）。而Metacritic則採用加權平均分，根據14位評論家的評價，為該劇給出67分（滿分100分），顯示「普遍好評」。

## 外部連結
- 官方网站
- 互联网电影数据库（IMDb）上《發夢製作公司》的资料（英文）